# 1922 في إسبانيا
فيما يلي قوائم الأحداث التي وقعت خلال عام 1922 في إسبانيا.

## سياسة

### تعيين في المنصب
- 1 يناير – ميغيل بريمو دي ريفيرا Captain General of Catalonia [الإنجليزية]‏.

### انتهاء فترة المنصب
- 1 يناير – ميغيل بريمو دي ريفيرا Senator of the Kingdom  [لغات أخرى]‏.
- 8 مارس – أنطونيو مورا President of the Council of Ministers ‏.

## مواليد

### يناير
- 19 يناير – ميغيل مونيوز لاعب كرة قدم إسباني.[1]
- 22 يناير – ماريانو غونزالفو لاعب كرة قدم إسباني.

### فبراير
- 1 فبراير – مانويل فيرنانديز
- 2 فبراير – خوسيه خونكوسا لاعب كرة قدم إسباني.
- 6 فبراير – خوسيه لويس بانيثو لاعب كرة قدم إسباني.[2]
- 8 فبراير – مانويل أولترا ملحن إسباني.[3]

### مارس
- 11 مارس – روزيندو هيرنانديز لاعب كرة قدم إسباني.[4]
- 26 مارس – إنريك أريزاولا لاعب كرة قدم.[5]

### أبريل
- 3 أبريل – خوسيه إييرو شاعر إسباني.[6]

### مايو
- 28 مايو – أغوستين غاينثا لاعب كرة قدم إسباني.[7]

### نوفمبر
- 1 نوفمبر – فرانسيسكو أنتونيز لاعب كرة قدم إسباني.[8]
- 14 نوفمبر – خوان فيلاسكو
- 23 نوفمبر – جوان فوستر كاتب إسباني.[9]
- 23 نوفمبر – مانويل فراغا سياسي إسباني.[10]

## وفيات

### مارس
- 1 مارس – بيتشيتشي (مواليد 1892) لاعب كرة قدم إسباني.[11]